# اسمیتز
اسمیتز (به انگلیسی: The Smiths) گروه موسیقی راک انگلیسی بود که در سال ۱۹۸۲ در منچستر پایه‌گذاری شد. موریسی (آواز)، جانی مار (گیتار)، اندی رورک (بیس) و مایک جویس (درامز) اعضای این گروه بودند. موریسی و مار در ترانه‌سرایی گروه مشارکت داشتند. اسمیتز به‌عنوان یکی از مهم‌ترین هنرمندان برخاسته از موسیقی مستقل بریتانیا در دهه ۱۹۸۰ در نظر گرفته می‌شوند.
اسمیتز در سال ۱۹۸۳ با لیبل مستقل راف ترید رکوردز قرارداد بست و نخستین آلبوم خود، زرگران، را در سال ۱۹۸۴ منتشر کرد. تمرکز آن‌ها بر صدای گیتار، بیس و درام که تلفیق‌کنندهٔ راک دههٔ ۱۹۶۰ و پست-پانک بود، بر خلاف صدای سینث-پاپ غالب در آن زمان بود. چندین تک‌آهنگ این گروه به میان ۲۰ عنوان برتر جدول تک‌آهنگ‌های بریتانیا راه یافتند و آلبوم گوشت یعنی قتل (۱۹۸۵) به صدر جدول آلبوم‌های بریتانیا رسید. این گروه در اروپا با آلبوم‌های ملکه مرده است (۱۹۸۶) و استرنج‌ویز، ما داریم می‌آییم (۱۹۸۷) به موفقیت رسید. در سال ۱۹۸۶ با اضافه شدن کریگ گانون (گیتاریست)، گروه به‌مدت کوتاهی پنج‌نفره شد.
تنش‌های داخلی منجر به انحلال اسمیتز در سال ۱۹۸۷ و به‌دنبال آن دعاوی عمومی بر سر حق امتیاز و سهم آثار شد. اعضا هرکدام گفتند که این گروه هرگز دوباره تشکیل نخواهد شد و تمامی پیشنهادها برای تشکیل دوبارهٔ گروه را رد کردند. رورک در سال ۲۰۲۳ درگذشت.

## ترانه‌شناسی
| آلبوم‌های استودیویی - زرگران (۱۹۸۴) - گوشت یعنی قتل (۱۹۸۵) - ملکه مرده است (۱۹۸۶) - استرنج‌ویز، ما داریم می‌آییم (۱۹۸۷) آلبوم زنده - رنک (۱۹۸۸) | آلبوم‌های گردآوری‌شده و گلچین - یه مشت توخالی (۱۹۸۴) - گوش دنیا شنوا نیست (۱۹۸۷) - پرهیاهوتر از بمب‌ها (۱۹۸۷) - متوقفم کن (۱۹۸۸) - بهترین... ۱ (۱۹۹۲) - ...بهترین ۲ (۱۹۹۲) - تک‌آهنگ‌ها (۱۹۹۵) - بهترین بهترین‌های اسمیتز (۲۰۰۱) - صدای اسمیتز (۲۰۰۸) - جعبه تک‌آهنگ‌های اسمیتز (۲۰۰۸) - کامل (۲۰۱۱) |